# فيسنتي غارسيا
فيسنتي غارسيا (25 يناير 1955 بيدرو مارتينث إسبانيا - ) هو لاعب كرة قدم إسباني، يلعب كلاعب وسط.
1. ↑   https://www.transfermarkt.com/transfermarkt/profil/spieler/310893. {{استشهاد ويب}}: |url= بحاجة لعنوان (مساعدة) والوسيط |title= غير موجود أو فارغ (من ويكي بيانات) (مساعدة)